# (2093) Genichesk
(2093) Genichesk es un asteroide perteneciente al cinturón de asteroides, descubierto el 28 de abril de 1971 Tamara Mijáilovna Smirnova desde el Observatorio Astrofísico de Crimea (República de Crimea). 

## Designación y nombre
Designado provisionalmente como 1971 HX. Fue nombrado Genichesk en homenaje al lugar de nacimiento de la descubridora, Gueníchesk.